# Guy Coëme
Guy Coëme (* 21. August 1946 in Bettincourt, Waremme, Provinz Lüttich) ist ein belgischer Politiker der Parti Socialiste (PS), der unter anderem Ministerpräsident der Wallonischen Region sowie Verteidigungsminister Belgiens war. Seit 2006 ist er Bürgermeister von Waremme.

## Leben

### Minister, Rücktritt und Verurteilung wegen der Agusta-Affäre
Nach dem Schulbesuch studierte Coëme Politikwissenschaften an der Universität Lüttich und schloss sein Lizenziat mit Auszeichnung ab.
1981 wurde er Staatssekretär in der Regierung Walloniens und war dort zuständig für Umwelt, Wasserpolitik und Raumplanung. Am 8. November 1981 wurde er als Kandidat der PS erstmals zum Mitglied der Belgischen Abgeordnetenkammer gewählt und gehörte dieser bis zum 19. April 1996 an.
Am 3. Februar 1988 wurde er Nachfolger von Melchior Wathelet als Ministerpräsident der Wallonischen Region, bekleidete dieses Amt jedoch nur etwas mehr als drei Monate bis zu seiner Ablösung durch Bernard Anselme am 11. Mai 1988.
Kurz zuvor wurde Coëme am 9. Mai von Premierminister Wilfried Martens als Verteidigungsminister in dessen achtes Kabinett berufen. Das Amt des Verteidigungsministers bekleidete er auch in der darauf folgenden neunten Regierung Martens bis zum 7. März 1992 aus. In dieser Funktion forderte er nach Bekanntwerden der Stay-behind-Organisation Gladio in Italien Untersuchungen in Belgien. Diese hatte den Auftrag zu klären, ob die belgische Stay-behind-Organisation in die Massaker der Killerbande von Brabant verwickelt war. Die Senatoren fanden keine stichhaltigen Beweise, dass Gladio involviert war oder dass kriminelle Gruppierungen das Stay-Behind-Netzwerk infiltriert hatten.
Im Anschluss wurde er am 7. März 1992 von Premierminister Jean-Luc Dehaene in dessen erstes Kabinett berufen und war dort bis zu seinem Rücktritt am 23. Januar 1994 Vize-Premierminister sowie Minister für Kommunikation und öffentliche Unternehmen. Er war damit für Verkehr, Telekommunikation, Post, Luftverkehr, die Nationale Gesellschaft der Belgischen Eisenbahnen (NMBS/SNCB) sowie das staatliche Telekommunikationsunternehmen Belgacom verantwortlich.
Grund für seinen Rücktritt am 23. Januar 1994 war die sogenannte Agusta-Affäre, eine Korruptionsaffäre im Zusammenhang mit Kampfhubschrauberkäufen durch die belgische Armee vom italienischen Hersteller Agusta im Jahre 1988. Am 23. Dezember 1998 wurde Coëme vom Kassationshof wegen Bestechlichkeit zu einer Freiheitsstrafe von 2 Jahren auf Bewährung verurteilt sowie mit einem fünfjährigen Verbot zur Bekleidung öffentlicher Ämter belegt. Neben ihm wurden auch die Politiker Willy Claes, Franck Vandenbroucke und Guy Spitaels wegen Verwicklungen in die Agusta-Affäre verurteilt.

### Politisches Comeback
Nach Ablauf dieses Verbots wurde er 2003 zum Mitglied des Wallonischen Parlaments gewählt und erhielt dabei mit 20.766 Wählerstimmen eine breite Unterstützung.
Bei den Kommunalwahlen vom 4. Dezember 2006 wurde er darüber hinaus zum Bürgermeister von Waremme gewählt und hat dieses Amt seitdem inne.
Am 10. Juni 2007 wurde Coëme darüber hinaus auch wieder zum Mitglied der Belgischen Abgeordnetenkammer gewählt und vertritt dort den Wahlkreis Lüttich. Er ist sowohl Mitglied der Ausschüsse für Finanzen und Haushalt als auch für Rechnungsprüfung sowie stellvertretendes Mitglied der Ausschüsse für Probleme des Handels- und Wirtschaftsrechts, für die Überarbeitung der Verfassung und die Reform der Institutionen sowie für Auswärtige Angelegenheiten. Des Weiteren ist er Mitglied der Parlamentarischen Versammlung der Organisation für Sicherheit und Zusammenarbeit in Europa (OSZE).